# محوطه گس کوم
محوطه گس کوم در شهرستان رضوانشهر، روستای بیاچال، محله گس کوم واقع شده و این اثر در تاریخ ۲۷ بهمن ۱۳۸۲ با شمارهٔ ثبت ۱۰۹۴۲ به‌عنوان یکی از آثار ملی ایران به ثبت رسیده است.